# Martin Johann Schmidt

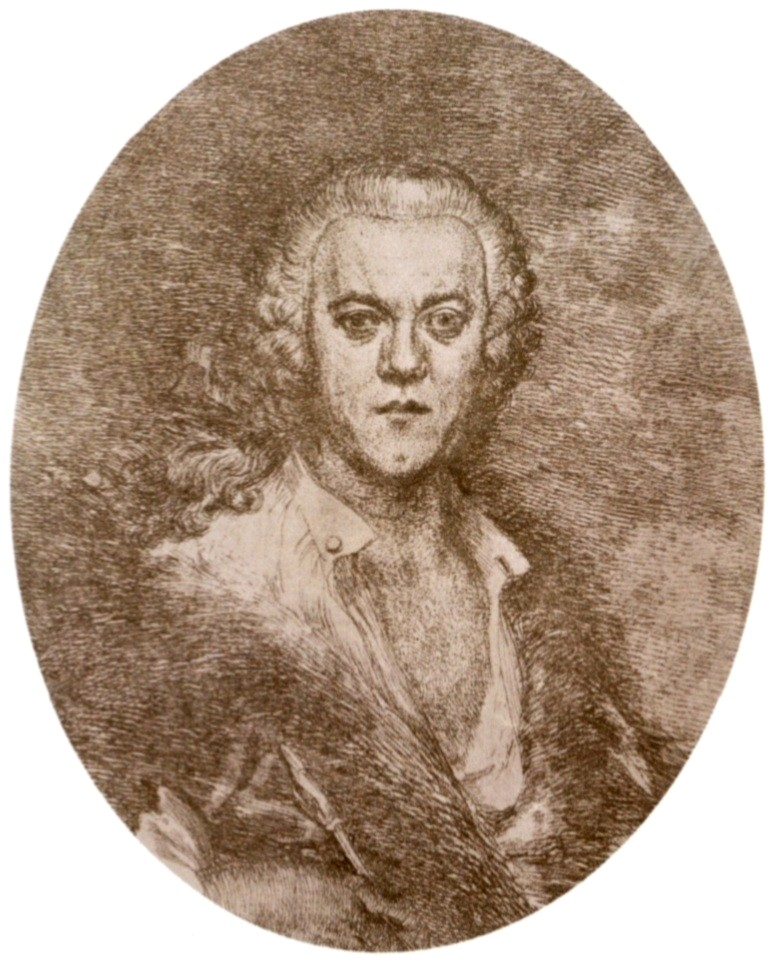
Selbstporträt des Künstlers (Federzeichnung von 1790)

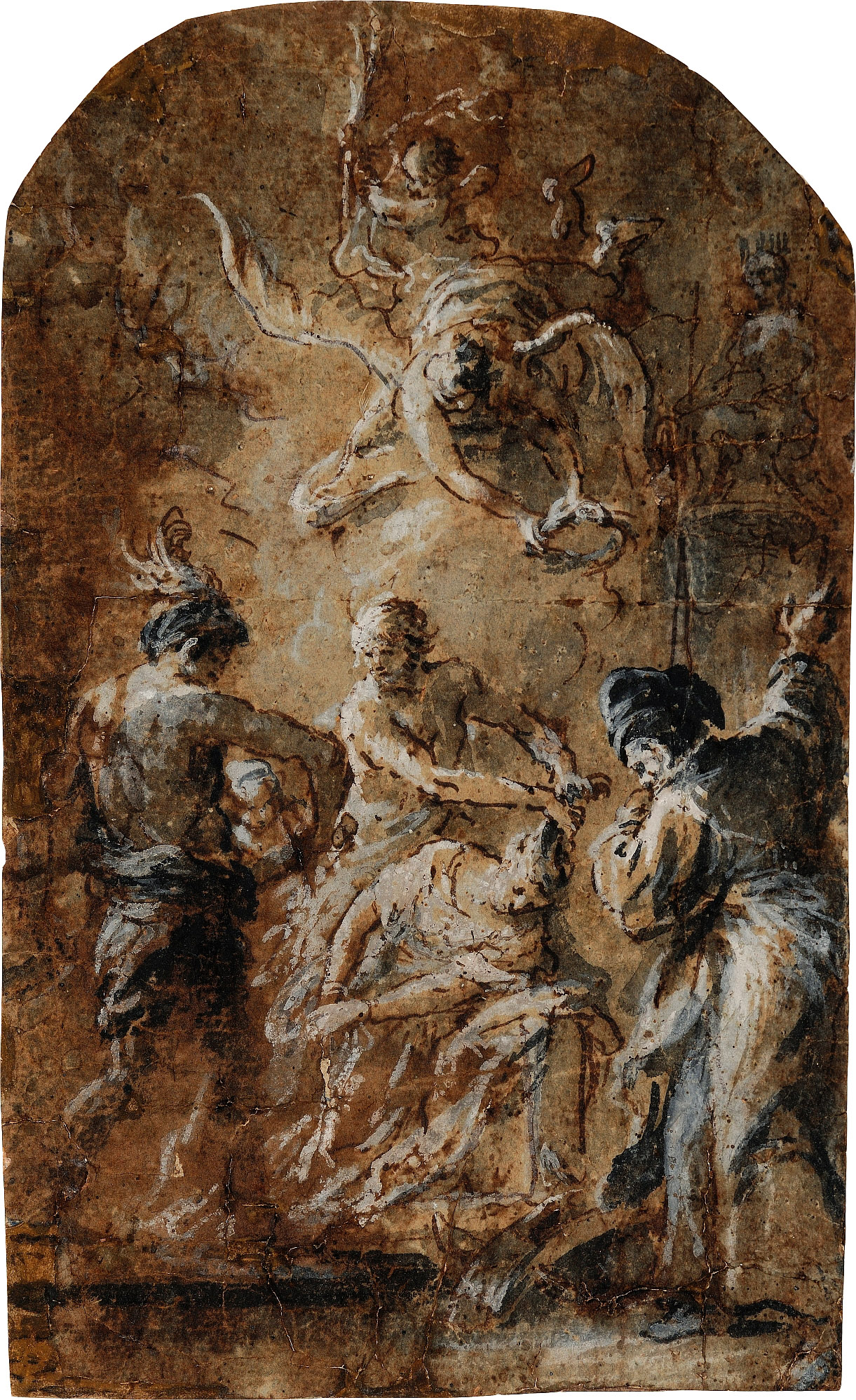
Charakteristisches Spätwerk, in dem jedes Detail in wie zufällig wirkenden Pigmentspritzern zerfließt: „Die Enthauptung der Hl. Katharina“, 1791, Studie für ein so nicht ausgeführtes Altarblatt für den Dom zu Brünn, Tschechien. Feuchtmüller (1989), WV Nr. 945

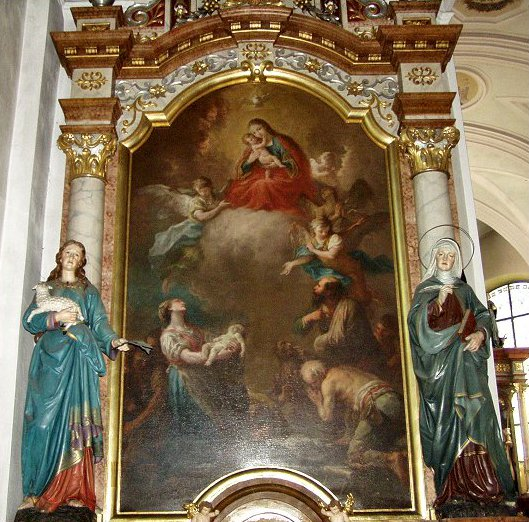
„Maria, Hilfe der Christen“, 1755, Marienaltar in der Pfarrkirche von Waizenkirchen (OÖ)

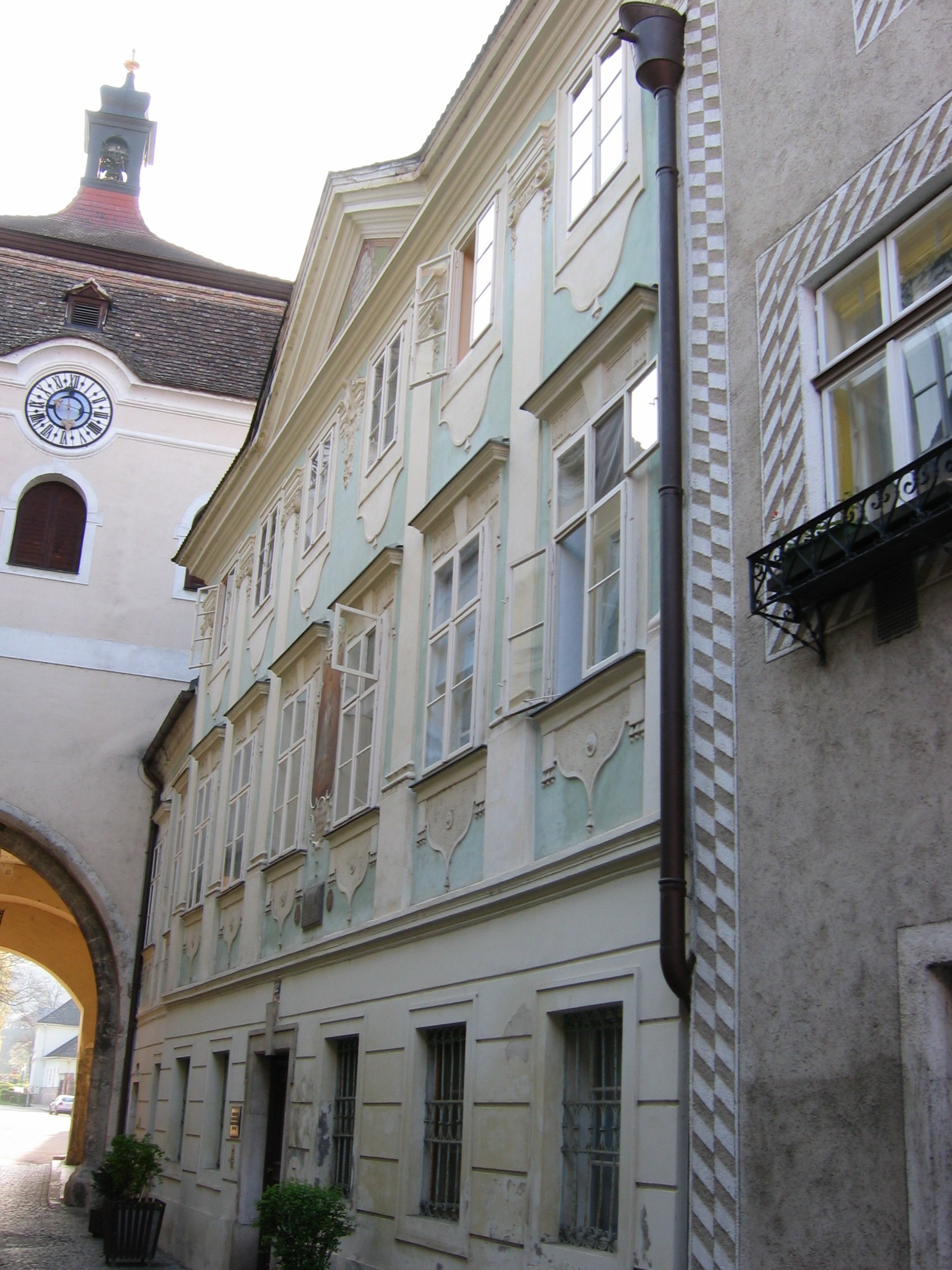
Wohnhaus in Stein an der Donau

Martin Johann Schmidt, genannt der Kremser Schmidt, (* 25. September 1718 in Grafenwörth; † 28. Juni 1801 in Stein an der Donau) war neben Franz Anton Maulbertsch der herausragendste Maler des österreichischen Spätbarock/Rokoko. Gleichzeitig ist er wohl der einzige aus Niederösterreich stammende Barockmaler internationalen Formats.

## Leben und Werk
Er war der Sohn des Bildhauers Johannes Schmidt und Schüler Gottfried Starmayrs. Die meiste Zeit seines Lebens verbrachte Schmidt in Stein, von wo aus er hauptsächlich an Kirchen und Klöstern der Umgebung arbeitete.
Einflüsse im Werk finden sich vor allem von Rembrandt van Rijn, Jacob van Schuppen sowie den Freskanten Paul Troger und Daniel Gran. Sein Wohnhaus in Stein hat sich bis heute erhalten.
Aufgrund persönlicher Kontakte zur Akademie der bildenden Künste erhielt er die ersten großen Aufträge für die Pfarrkirche in Stein (1751) und die (heutige) Piaristenkirche in Krems an der Donau (1756). Obwohl er keine akademische Kunstausbildung genossen hatte, wurde er 1768 (und zwar als Historienmaler) in der Wiener Akademie aufgenommen – die Aufnahmestücke ‹Schiedsspruch des Midas› und ‹Die Schmiede des Vulkan› befinden sich heute in der Österreichischen Galerie Belvedere in Wien. Seine Domäne waren jedoch hauptsächlich Andachts- und Altarbilder (etwa in der Klosterkirche Scheibbs). Nicht zuletzt seine zum Teil recht volkstümlichen Motive verhalfen ihm bereits zu Lebzeiten zu großer Beliebtheit. Darüber hinaus war er ein bedeutender Zeichner und hinterließ zahlreiche Radierungen. Darin finden sich Anklänge an Rembrandt van Rijn.
Seine Bilder sind in warmen Hell-Dunkel-Tönen gehalten, ab den 1770er Jahren gewinnen sie ein kräftiges Kolorit und eine in der Epoche ungewöhnliche Farbgebung. Darin erinnern sie an Franz Anton Maulbertsch. Während Maulbertsch in seinem Spätwerk jedoch zum sich etablierenden Klassizismus fand, blieb Schmidt bis zuletzt der spätbarocken Bildauffassung verpflichtet. Dies korrespondiert auch mit einer gerade zu dieser Zeit gesteigerten persönlichen Religiosität.
In den 1780er Jahren befasste er sich wieder mit mythologischen Motiven und Genreszenen. Schmidts private Leidenschaft galt der niederländischen Malerei des 17. Jahrhunderts. Ohne Auftrag schuf er Genreszenen und Charakterköpfe im niederländischen Stil auf Papier nach Rembrandt, Ostade, Callot und anderen Künstlern dieser Epoche. Diese Blätter sind auch als Vorlagen für den Schülerkreis nachweisbar. Einige dieser Arbeiten wurden von Ferdinand Landerer bearbeitet und als Kupferstiche veröffentlicht. Diese Arbeiten trugen ihm den Beinamen niederösterreichischer Rembrandt ein.
Nicht zuletzt aufgrund seines langen Lebens ist die Liste seiner Werke sehr umfangreich. Die Hauptwerke des Meisters befinden sich in der Gemäldegalerie des Stiftes St. Paul in Kärnten. Es sind dies vor allem großformatige Bilder – darunter das berühmte Abendmahl (227 × 391 cm). Kleinere Arbeiten befinden sich in größerer Zahl in den Stiften Göttweig und Seitenstetten.

## Werke

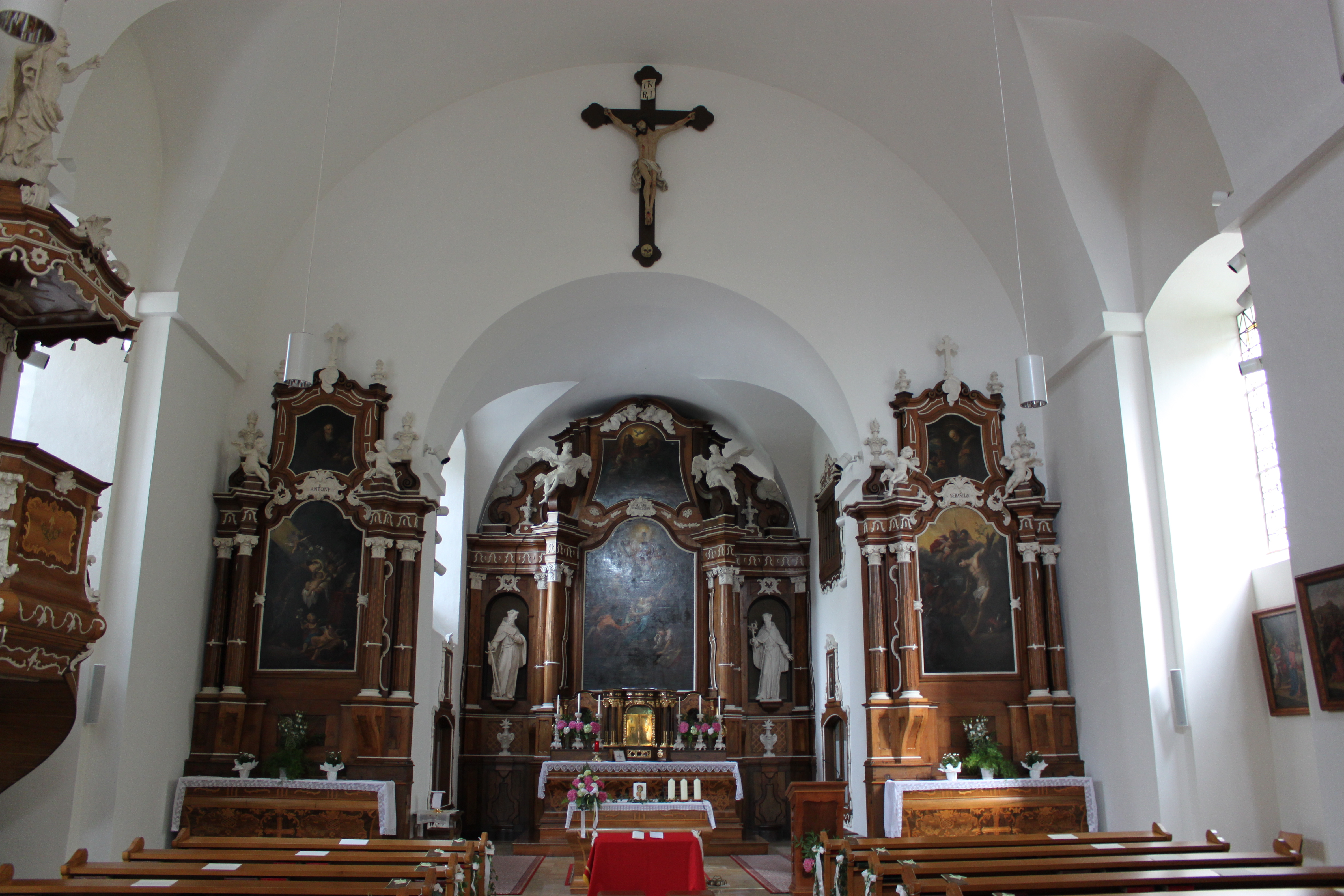
Hoch- und Seitenaltarbilder in der Klosterkirche St. Barbara in Scheibbs

- 1745 Bild Hl. Andreas, der das Kreuz umfängt und 1747 Bild Christus in der Vorhölle in der Kapelle von Schloss Goldegg in Niederösterreich
- 1749 Seitenaltarbild, die Szene zeigt den nächtlichen Brückensturz des heiligen Johannes Nepomuk in die Moldau in der Pfarrkirche Großweikersdorf
- 1749 Bild Rosenkranzmadonna mit den Heiligen Dominikus und Katharina von Siena in der Pfarrkirche Imbach
- 1750 Bild Die Engelweihe von Maria Einsiedeln in der Pfarrkirche Münzbach
- 1756 Hochaltarbild Heilige Sippe in der Filialkirche Moritzreith[2]
- 1758 Hochaltarbild Abschied der Apostelfürsten in der Pfarrkirche Haindorf
- 1762 Altarbilder und Oberbilder der Seitenaltäre in der Basilika Maria Roggendorf
- 1763 Seitenaltarbild Tod der hl. Anna mit Oberbild hl. Barbara in der Pfarrkirche Purgstall
- 1766 Seitenaltarbild Tod des hl. Josef in der Pfarrkirche St. Wolfgang bei Weitra
- 1767 Hochaltarbild Heiliger Sigismund in der Filialkirche Schwallenbach
- 1768 Altarblatt Glorie des hl. Nikolaus am ehemaligen Hochaltar in der Pfarrkirche St. Wolfgang bei Weitra
- 1768 Bild Hl. Leopold in der Basilika Maria Dreieichen
- 1768 Bild am Hochaltar Zur Allerheiligsten Dreifaltigkeit in der Neulengbacher Pfarrkirche (Franziskanerkirche)
- 1769 Hochaltarblatt Marter des hl. Lorenz in der Pfarrkirche Großriedenthal
- 1770 Oberbild Anna Maria lesen lehrend in der Welschen Kirche in Graz
- 1771 Hochaltarbild Taufe Christi Pfarrkirche in Stiefern
- 1771 Hochaltarbild Vision der hl. Theresa von Avila in der Karmeliterkirche in Wien-Leopoldstadt
- 1771 Altarblatt Kreuzigung Christi in der Pfarrkirche Hirschbach
- 1771/1772/1773 Vier Seitenaltarbilder in der Franziskanerkirche St. Pölten
- 1772 Altarbild St. Florian rettet das brennende Schloss Stockern in der Pfarrkirche St. Vitus in Stockern
- 1772 Altarbild Der heilige Martin Belvedere, Wien
- 1772 Hochaltarbild Engelsturz des Erzengel Michael in der Pfarrkirche Feldkirchen an der Donau
- 1773 Seitenaltarbilder links Heilige Familie und rechts hl. Sebastion von Irene und den Frauen gepflegt in der Pfarrkirche Arnsdorf
- 1774 Altarbild Maria als Himmelskönigin, Stiftskirche Stift Spital am Pyhrn, dann übertragen an die Pfarrkirche Rohr im Kremstal
- 1774 (Seiten-)Altarbild hl. Florian rettet mit seinem Gebet ein brennendes Haus in der Pfarrkirche Euratsfeld
- 1775 Hochaltarbild hl. Veit in der Pfarrkirche Klein-Engersdorf in Verwahrung
- 1775 (Seiten-)Altarbild Kreuzigung Christi, 550 × 300 cm, Wallfahrtskirche Maria Taferl
- 1775 (Seiten-)Altarbild Heilige Familie, 545 × 300 cm, Wallfahrtskirche Maria Taferl
- 1775 Wallfahrer vor Maria Taferl, Federzeichnung laviert, Landessammlungen Niederösterreich
- 1776 Hochaltarbild St. Nikolaus und 1777 Seitenaltarbild Johannes Nepomuk in der Pfarrkirche Herrnleis
- 1779 Hochaltarbild Geburt Christi in der Stiftskirche Rein
- 1779 Seitenaltarbild Unterweisung Mariä in der Pfarrkirche Gansbach aus der Kartause Aggsbach übertragen
- um 1780 Grablegung Christi Belvedere, Wien
- um 1780 Seitenaltarbild Anna und Maria in der Pfarrkirche Deinzendorf
- 1780 Hochaltarbild Martyrium des hl. Andreas in der Pfarrkirche Brand bei Gmünd
- 1780 Anbetung der Hirten, Diözesanmuseum Graz
- 1782 Verkündigung an Maria, Diözesanmuseum Graz
- 1782 Portrait von Papst Pius VI im Auftrag des Abtes von Melk
- 1781 Wirtshausszene Belvedere, Wien
- 1781 Musikanten Belvedere, Wien
- 1782 Hochaltarbild Mariae Himmelfahrt in der Pfarrkirche St. Gallen (Steiermark)
- 1783 Hochaltarbild Martyrium der hl. Katharina in der Pfarrkirche Pellendorf
- 1784 Hochaltarbild hl. Nikolaus und die Ansicht von Stratzing in der Pfarrkirche Stratzing
- 1784 Anbetung der Heiligen Drei Könige Belvedere, Wien
- 1786 Hochaltarbild Ertränkung des hl. Florian in der Pfarrkirche Wösendorf, beide Seitenaltarbilder 1790
- 1787 Zwei Seitenaltarbilder Maria Immaculata und Schlüsselübergabe an Petrus in der Pfarrkirche St. Peter in der Au
- 1788 Venus und Amor, Belvedere, Wien
- 1790 Familienbildnis Martin Johann Schmidt Belvedere, Wien
- 1790 Ausgießung des Heiligen Geistes, Diözesanmuseum Graz
- 1790 David mit der Harfe, Gemälde, Pfarrhof Maria Taferl
- 1791 Heilige Familie, Gemälde Seitenaltar, Stift Göss
- 1791 Kreuzigungsgruppe, Gemälde Seitenaltar, Stift Göss
- 1792 Hochaltarbild Taufe Christi in der Pfarrkirche Engstetten
- 1792 Hochaltarbild Martyrium des hl. Stephanus in der Pfarrkirche Biberbach
- 1794 Bild Fußwaschung: Christus im Hause des Simon in der Filialkirche hl. Wolfgang in Kirchberg am Wechsel
- 1795 Hochaltarbild Hl. Dreifaltigkeit in der Pfarrkirche hl. Dreifaltigkeit in Gutenberg an der Raabklamm
- 1796 Hochaltarbild hl. Nikolaus in der Pfarrkirche Münichreith am Ostrong
- 1796/97 Altarblätter in der Pfarrkirche Mauthausen
- 1797 Ehemaliges Hochaltarblatt hl. Nikolaus in der Pfarrkirche Griesbach
- 1798 Zwei Seitenaltarbilder Kreuzigung und Taufe Christi in der Pfarrkirche Buchkirchen
- 1799 Hochaltarbild Marter des hl. Mauritius, Fastenbild Kreuzigung, in der Pfarrkirche Spitz
- 1799 Letztes Abendmahl, Gemälde, Pfarrhof Maria Taferl
- 1800 Anbetung des Kindes (Heilige Sippe), linkes Seitenaltarbild, und Christus am Kreuz, rechtes Seitenaltarbild, in der Pfarrkirche Hafnerbach
- 1775, 1799, 1800, 1801 Bilder in der Pfarrkirche Waizenkirchen
- 1801 Hochaltarbild Steinigung des Hl. Stepanus 1801 in der Pfarrkirche Sattledt, ursprünglich Hochaltarbild der Pfarrkirche Thalheim bei Wels (1897 Altar abgetragen und erneuert)

## Schüler / Werkstatt
Die Schüler von Martin Johann Schmidt setzen das Œuvre ihres Meisters fast identisch fort, so dass eine Unterscheidung der Werke sowohl für den Laien als auch für den Fachmann oftmals schwer ist.
- Anton Mayer (* ca. 1777; † 1852)
- Leopold Mitterhofer
- Andreas Rudroff
- Andreas Kitzberger

## Trivia
Der Name Kremser Schmidt wird zur Unterscheidung vom weniger bekannten Namensvetter Johann Georg Schmidt verwendet. Letzterer wird auch Wiener Schmidt genannt.